# Resident Evil: Experiment fatal
Resident Evil: Experiment fatal (Resident Evil) este un film de groază științifico-fantastic de acțiune din 2002 regizat de Paul W. S. Anderson. În rolurile principale joacă actorii Milla Jovovich, Michelle Rodriguez, Eric Mabius, James Purefoy, Martin Crewes și Colin Salmon.
Acesta este prima parte din seria de filme Resident Evil, serie care se bazează pe seria de jocuri video de groază-de supraviețuire Resident Evil produsă de Capcom.
Având elemente împrumutate din jocurile video Resident Evil și Resident Evil 2, filmul o prezintă pe eroina amnezică Alice și o trupă de comando a corporației Umbrella în încercările acestora de a opri infecția cu virusul-T dintr-o instalație subterană secretă. Filmul a primit recenzii împărțite din partea critici, dar a avut încasări de peste 102 milioane dolari SUA în toată lumea.

## Prezentare
Un virus a scăpat dintr-o instalație secretă numită „Stupul” („The Hive”), transformând personalului în zombi înfometați și provocând mutații în Laboratorul cu „Animale”. Calculatorul complexului închide baza pentru a preveni infecția. Corporația „Umbrella”  de care aparține complexul trimite o unitate militară de elită care se întâlnește cu Alice. Aceasta suferă de amnezie din cauza expunerii la o substanță chimică. Unitatea militară trebuie să oprească computerul și să iasă afară, dar se luptă cu zombi, mutanți și cu calculatorul în sine, înainte ca virusul să scape și să infecteze toată planeta.

## Actori
- Milla Jovovich este Alice
- Michelle Rodriguez este Rain Ocampo
- Eric Mabius este Matt Addison
- James Purefoy este Spence Parks
- Martin Crewes este Chad Kaplan
- Colin Salmon este James "One" Shade
- Ryan McCluskey este Mr. Grey
- Oscar Pearce este Mr. Green
- Indra Ové este Ms. Black
- Anna Bolt este Dr. Green
- Joseph May este Dr. Blue
- Robert Tannion este Dr. Brown
- Heike Makatsch este Dr. Lisa Addison
- Stephen Billington este  Mr. White
- Fiona Glascott este Ms. Gold
- Pasquale Aleardi este J.D. Salinas
- Liz May Brice este Medic
- Marc Logan-Black este Commando #2
- Michaela Dicker este Red Queen
- Jason Isaacs este Dr. William Birkin/Narator (nemenționat)
- Thomas Kretschmann este Major Cain

Calu cu gura